# Eva Brunne
Gerd Eva Cecilia Brunne, född 7 mars 1954 i Slottsstadens församling i Malmö, är en svensk teolog. Hon var från 2009 till 2019 biskop i Stockholms stift inom Svenska kyrkan.

## Biografi
Eva Brunne vigdes till präst 1978 för Lunds stift. Hon har varit kyrkoherde i Sundbybergs och Flemingsbergs församlingar. Innan hon blev biskop var hon från 2006 stiftsprost i Stockholms stift. Hon är socialdemokrat och har haft olika kyrkopolitiska uppdrag för Socialdemokraterna.
Brunne valdes till biskop för Stockholms stift i maj 2009. Valet uppmärksammades ekumeniskt då Brunne är öppet homosexuell. Flera av systerkyrkorna i Borgågemenskapen underlät att sända biskoplig representant till hennes biskopsvigning. Katolska kyrkan markerade genom att inte sända någon präst, vilket annars varit brukligt. Valet överklagades med hänvisning till formella felaktigheter kring själva valproceduren i vallokalerna, men den 8 september 2009 meddelade Svenska kyrkans valprövningsnämnd att överklagandena avslagits. Den 8 november 2009 vigdes Brunne till biskop i Uppsala domkyrka, samtidigt som Tuulikki Koivunen Bylund vigdes till biskop för Härnösands stift. Brunne blev därmed Sveriges femte kvinnliga biskop. Hon tjänstgjorde som biskop fram till 2019, då hon efterträddes av Andreas Holmberg.
Brunne predikade i Storkyrkan i Stockholm under den gudstjänst som inledde Riksmötets öppnande 5 oktober 2010. Hennes predikan handlade delvis om främlingsfientlighet och rasism. I predikan berörde hon i positiva ordalag en demonstration som hade ägt rum i Stockholm dagen innan, mot bland annat Sverigedemokraternas inträde i riksdagen. De flesta sverigedemokratiska riksdagsledamöter lämnade då Storkyrkan i protest mot vad de ansåg vara ett politiskt ställningstagande av biskopen. Flera representanter för de övriga riksdagspartierna riktade efteråt skarp kritik mot Sverigedemokraterna för detta.
I februari 2015 föreslog Brunne att de kristna symbolerna i Sjömanskyrkan i Stockholm tillfälligt skulle flyttas och att man skulle märka ut böneriktningen mot Mecka. Syftet var att kyrkorummet skulle göras mer tillgängligt för alla och utgick från Sjömanskyrkans uppdrag ”att vara sjömän till hjälp i andligt och lekamligt avseende”. Förslaget kom i anknytning till ett styrelsemöte då det diskuterades vad som hypotetiskt kunde göras om en besättning med annan tro kom dit. Hennes förslag möttes av omfattande kritik och genomfördes aldrig. Brunne var även en stark förespråkare av Guds hus i Fisksätra, ett av somliga kritiserat interreligiöst byggprojekt med en kombinerad moské och kyrka, och hon verkade för att projektet skulle få bidrag av Stockholms stift.
Inför kyrkovalet 2017 riktade Brunne kritik mot Sverigedemokraterna, där hon hävdade att partiet ville ha en kyrka som inte längre fanns. Hon oroade sig även över att kyrkan skulle bli mer konservativ.

## Utmärkelser
- H.M. Konungens medalj i guld av 12:e storleken (2020) för betydande insatser inom svenskt och internationellt kyrkoliv.[14]
- Allan Hellman-priset 1990.[15]